# Gaston Goor
Gaston Goor (Luneville, 26 de octubre de 1902 - Toulon, 1977) fue un pintor, ilustrador y escultor francés que centró sus creaciones y trabajos en temáticas homosexuales.
Nacido en Luneville, cursó sus estudios en la Escuela de Bellas Artes de Nancy y se trasladó a París en 1925 donde se incorporó al taller de Amédée Ozenfant. Como resultado de un encuentro con André Gide, ilustró una cuarenta de libros de las ediciones del Capitole. También realizó dibujos para el semanario L'Illustration, entre ellos uno dedicado a la Exposición colonial internacional de París de 1931 dirigida por el mariscal Hubert Lyautey. También trabó amistad con el escritor Renaud Icard, amigo de André Gide, con quien mantuvo una estrecha correspondencia. Se retiró en Hyères y murió de cáncer en el hospital de Toulon en 1977.

## Obras
La mayor parte de las obras de Gaston Goor se encuentran en colecciones privadas.
- Litografías en Les amitiés particulières de Roger Peyrefitte, Paris, Flammarion, 1953 (J. Dumoulin ; Marcel Manequin, 10 de mayo de 1953), 2 vol., [4]-180 p.-12 pl., [4]-180 p.-12 pl., 24 lithographies ; 29 × 20 cm (edición limitada a 740 ex.)
- 32 ilustraciones en el libro Mon Page de Renaud Icard - Éditions Quintes-Feuilles, 2009 - ISBN 978-2953288513